# Acteoniscus petrochilosi
Acteoniscus petrochilosi là một loài chân đều trong họ Trichoniscidae. Loài này được Vandel miêu tả khoa học năm 1955.